# Jaime Rodríguez
Jaime Rodríguez (sinh ngày 17 tháng 1 năm 1959) là một cầu thủ bóng đá người El Salvador.

## Đội tuyển bóng đá quốc gia El Salvador
Jaime Rodríguez thi đấu cho đội tuyển bóng đá quốc gia El Salvador.

## Thống kê sự nghiệp
| Đội tuyển bóng đá El Salvador | Đội tuyển bóng đá El Salvador | Đội tuyển bóng đá El Salvador |
| Năm                           | Trận                          | Bàn                           |
| ----------------------------- | ----------------------------- | ----------------------------- |
| 1979                          |                               |                               |
| 1980                          |                               |                               |
| 1981                          |                               |                               |
| 1982                          |                               |                               |
| 1983                          |                               |                               |
| 1984                          |                               |                               |
| 1985                          |                               |                               |
| 1986                          |                               |                               |
| 1987                          |                               |                               |
| 1988                          |                               |                               |
| 1989                          | 8                             | 1                             |
| Tổng cộng                     | 8+                            | 1+                            |